# Смит-Йоханнсен, Герман
Херман Смит-Йоханнсен (норв. Herman Smith-Johannsen; 15 июня 1875 — 5 января 1987) был канадцем норвежского происхождения, который получил широкое признание за то, что был одним из первых людей, внедривших лыжный спорт по пересечённой местности в Канаду и Северную Америку. Херман признан определенными группами в Канаде за многочисленный вклад, который внёс в спорт и за собственное долголетие.

## Биография
Йохансен родился в городе Хортен, примерно 50 миль к югу от Осло, и окончил Берлинский университет с образованием инженера в 1899. Эмигрировал в США в качестве продавца техники после этого. В 1907 иммигрировал в Канаду с семьёй и поселился в Лаврентии, преимущественно франкоязычной провинции Квебек. Йохансен изучил французский язык и ввёл лыжи в эту область. Прозвище «Jackrabbit» было дано ему народом Кри, которые были впечатлены его скоростью на лыжах.
Йохансен женился на Алисе Робинсон (1882—1963) в 1907 и поселился на постоянной основе в Лаврентии, Квебек во время Великой Депрессии. Они имели 3 детей; Элис (1911—1992), Роберт (1915—2001) и Пегги (1918—2014). Ему приписывают строительство множества трамплинов для прыжков с лыжами и тропы в Онтарио и в Лаврентии. 22 декабря 1972, был представлен как член Ордена Канады за содействие и развитие лыжного спорта как отдых, и помощь и поощрение поколений лыжников в Канаде.
Умер 5 января 1987 от пневмонии в возрасте 111 лет, 204 дня в госпитале рядом с Тёнсберг, Норвегия. Он похоронен в Сент-Сово, Квебек, вслед за женой.